# Posthumous Poems
Posthumous Poems (podtytuł: The Posthumous Works of Algernon Charles Swinburne) – tom poezji angielskiego poety i dramaturga Algernona Charlesa Swinburne’a, opublikowany w 1917 wspólnym nakładem John Lane Company z Nowego Jorku i oficyny Williama Heinemanna z Londynu. Redaktorami tomu byli Edmund Gosse i Thomas James Wise. Wstęp napisał Edmund Gosse. Zbiorek zawiera cykle Border Ballads, Miscellaneous Poems, utwór Ode to Mazzini i dwa wiersze opatrzone szyldem Parodies.